# Маркус Раггер
Маркус Раггер (нар. 5 лютого 1988, Клагенфурт-ам-Вертерзе) — австрійський шахіст, гросмейстер від 2008 року. Переможець Чемпіонату Австрії 2008, 2009 і 2010 років. Грав на першій шахівниці за збірну Австрії на шахових олімпіадах від 2008 до 2016 року.
Його рейтинг станом на березень 2020 року — 2675 (60-те місце у світі, 1-ше перше серед шахістів Австрії).

## Кар'єра
2011 року поділив 1-5-те місця з Олександром Арещенком, Юрієм Кузубовим, Парімар'яном Негі та Ні Хуа на 9-му турнірі Парсвнат опен. Взяв участь у Кубку світу 2011, де його вибив у першому раунді Євген Алексєєв. На Кубку світу 2013 дійшов до другого раунду, але там програв Нікіті Вітюгову.
У 2015 році виграв Politiken Cup у Гельсінгері, за додатковими показниками обійшовши таких шахістів як, зокрема, Лівіу-Дітер Нісіпяну, Йон Людвіг Хаммер, Лоран Фрессіне, Тайгер Хілларп Перссон, які також набрали 8/10. Того ж року очолив австрійську команду, яка перемогла на Кубку Мітропи в Майргофені.
У жовтні 2016 року став першим австрійським гросмейстером, який досягнув позначки 2700 балів рейтингу Ело.

## Зміни рейтингу
| На цьому місці має відображатися графік чи діаграма, однак з технічних причин його відображення наразі вимкнено. Будь ласка, не видаляйте код, який викликає це повідомлення. Розробники вже працюють для того, щоби відновити штатне функціонування цього графіка або діаграми. | |
| | На цьому місці має відображатися графік чи діаграма, однак з технічних причин його відображення наразі вимкнено. Будь ласка, не видаляйте код, який викликає це повідомлення. Розробники вже працюють для того, щоби відновити штатне функціонування цього графіка або діаграми. |